# Leslie Banks
Leslie James Banks, född 9 juni 1890 i Liverpool, död 21 april 1952 i London, var en engelsk skådespelare.
Bland Banks mer framträdande roller märks greve Zaroff i 1932 års Mänskligt villebråd samt Bob Lawrence i Alfred Hitchcocks Mannen som visste för mycket från 1934.